# Кудельский, Владислав Андреевич
Владисла́в Андре́евич Кудельский (17 декабря 1838 — 19 августа 1893, Иркутск) — русский архитектор, исполняющий обязанности городского архитектора Иркутска (1880—1881), гласный Иркутской городской думы (1889—1893).

## Биография

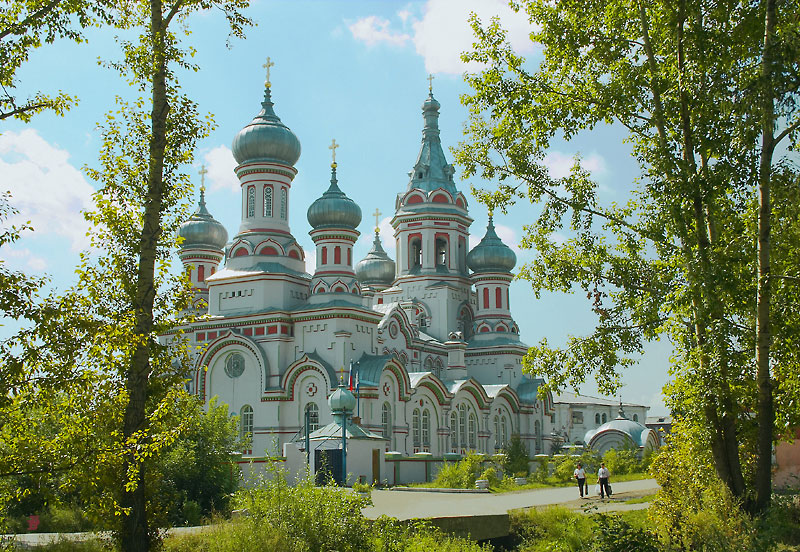
Князе-Владимирская церковь

Родился 17 (29) декабря 1838 года, в семье «поручика гвардии иностранной службы». Вольноприходящий ученик Академии художеств. В 1858 году получил звание классного художника. С 1860 года служил в Иркутске в строительном отделении главного управления Восточной Сибири — помощником архитектора, архитектором, старшим архитектором (c 1879). В 1880—1881 годах исполнял обязанности городского архитектора.
Имел награды: орден Святого Станислава 2-й степени (1872), орден Святой Анны 2-й степени (1876), орден Святого Владимира 4-й степени. Коллежский советник.
Скончался 19 (31) августа 1893 года в Иркутске. Похоронен на католической части Иерусалимского кладбища.

## Проекты и постройки

### Иркутск
- Вознесенский собор в Вознесенском монастыре (1863—1873, утрачен);
- Знаменская церковь (переделка интерьера, 1882);
- Особняк Колыгиной (Дом офицеров). Улица Карла Маркса, 47 (1884);
- Благовещенская церковь (1888—1890, утрачена);
- Князе-Владимирская церковь. Каштаковская улица, 58 (1885—1895);
- Иркутская синагога. Улица Карла Либкнехта, 23 (1878—1882);
- Начальное училище им. А. М. Кладищевой. Улица Франк-Каменецкого, 16А (1883—1885);

### Другие места
- Троицкая церковь в Зиме (1880);
- Николаевская церковь в Кимильтее (1882—1885).